# ザ・クロウ (2024年の映画)
『ザ・クロウ（原題）』（原題：The Crow）は、2024年公開予定のアメリカ合衆国のアクション映画。
ジェームズ・オバー原作のコミック『ザ・クロウ』を実写映画化した1994年の映画『クロウ/飛翔伝説』のリブート作品。

## キャスト
エリック・ドレブン/ザ・クロウ
演 - ビル・スカルスガルド
シェリー
演 - FKAツイッグス
ヴィンセント・ローグ
演 - ダニー・ヒューストン
マリアン
演 - ラウラ・ビルン
クロノス
演 - サミ・ブアジラ
チャンス
演 - ジョーダン・ボルジャー

## 製作

### 撮影
2022年、チェコ共和国のプラハで撮影が行われた。
監督のルパート・サンダースは、「飛翔伝説」の撮影にて実銃ベースのプロップガンの取り扱いミスにより発生した主演俳優の死亡事故、および「ラスト」での同様の事故を考慮し、撮影用の銃器は全てエアソフトガンを使用した（マズルフラッシュは後にVFX合成で表現した）。